# Titus in veste di san Francesco
Titus in veste di San Francesco è un dipinto a olio su tela (79,5x67,5 cm) realizzato nel 1660 dal pittore Rembrandt Harmenszoon Van Rijn.
È conservato nel Rijksmuseum di Amsterdam.
L'opera è firmata e datata "REMBRANDT F. 166(0)", ed appartiene al tardo periodo dell'artista, connotato da pitture monocrome e tratti poco delineati.
 Come molte altre opere di Rembrandt (tra dipinti ed incisioni) il soggetto è il figlio Titus in veste di altri personaggi storico-mitologici.
Non esistono fonti sicure che identifichino il personaggio con San Francesco, sebbene il dipinto sia convenzionalmente indicato con il titolo di Titus in veste di San Francesco.